# Lada Sport (groupe)
Pour les articles homonymes, voir Lada Sport.
Lada Sport est un groupe islandais de pop rock, originaire de Hafnarfjörður. Il est formé par Harald Leví Gunnarsson et Stefni Gunnarsson à l'été 2002 après la séparation d'un autre groupe dans lequel ils étaient. Le groupe jouait du new wave influencé par Nada Surf, Dinosaur Jr. et The Flaming Lips, et est devient connu pour ce style musical. Lada Sport sort l'EP Personal Humour en 2004, suivi par son seul album, Time and Time Again, en 2007. 
Lada Sport cesse ses activités en 2010 après avoir sorti le vinyle Love Is Something I Believe In.

## Histoire

### Débuts
Lada Sport est formé en 2002 à Hafnarfjörður après la séparation du groupe Ekkasog. Mais en son sein se trouvaient Haraldur Leví Gunnarsson et Stefnir Gunnarsson. Très vite, ils enregistrent plusieurs chansons originales et commencent à jouer dans tous les lieux disponibles à Hafnarfjörður à l'époque. Fin 2002, Haraldur sollicite alors un bassiste via le site de communication hugi.is. Reykvíking Friðrik Sigurbjörn Friðriksson, qui était alors membre du groupe Íbúfen, répond à l'annonce et commence ensuite à répéter avec le groupe en 2003.
Le premier concert de Lada Sport en trio faisait partie du prélude du jeudi de Hins Hússin au printemps 2003. À ce stade, toutes les chansons que le groupe avait écrites étaient encore des chansons rock méconnues axées sur la guitare. Le groupe jouait à chaque occasion. Lada Sport répétait dans le garage des parents de Harald avant de changer d'endroit pour un atelier automobile désaffecté, rebaptisé pour l'occasion Músík & Mótor. Vers la fin de 2003, le guitariste Heimir Gestur, rejoint le groupe et Stefni s'essaye en tant que chanteur.

### Expériences et premier album
Début 2004, le groupe décide de participer au Músíktilraun organisé par Hins Hús. Ils participent à la deuxième soirée d'un concours qui se tient à Tjarnarbíó et est choisi par le jury. Lors de la dernière soirée, qui s'est tenue à Austurbær, le groupe joue en direct sur Rás 2, et malgré des problèmes avec l'amplificateur de guitare, Lada Sport parvient à la 2e place. Ils suivent la 1re place du groupe Mammút, suivi par Tony the Pony de Húsavík qui arrive troisième.
À l'été 2004, Lada Sport enregistre son premier album dans le garage des parents de Harald, Personal Humor. Pendant l'été, le groupe est invité à jouer au Bindindismót à Galtalæk, qui a lieu pendant la Fête des commerçants. Là, les garçons apprennent à mieux connaître le groupe Tony the Pony, ce qui conduit à une tournée de concerts au nord d'Akureyri et Húsavík à l'automne. L'album Personal Humor sort en 200 exemplaires en septembre et l'édition est financée et publiée par le groupe lui-même. 
Fin 2004, le groupe perd son lieu de répétitions Músík & Mótor, et retourne dans le garage des Harald. Au printemps 2005, le groupe trouve un nouvel espace de répétitions à Garðabæn. Puis Heimir Gestur décide de partir pour rejoindre un autre groupe de Hafnarfjörður, Jakobínarína, qui avait remporté le Músíktirraunir quelques jours auparavant. Les trois membres restants de Lada Sport décident de dissoudre le groupe. Au début de l'été 2005, Haraldur demande à Helga Rúnar Gunnarsson du groupe de Benny Crespo de le rejoindre pour essayer de créer un nouveau groupe. Mais ils décident d'un commun accord de reformer Lada Sport avec Helga à bord, et le groupe joue avec ce line-up lors de plusieurs concerts cet été-là.

### Nouveau guitariste et 2006
À l'été 2005, Stefnir persuade Jón Þór Ólafsson, alors membre du groupe Isidor, de rejoindre Lada Sport. Les répétitions commencent immédiatement avec Jón, qui remplace Helgi Rúnar dans un nouveau lieu. Le groupe change de lieu de répétitions deux fois à l'automne, soit une fois à Reykjavik et plus tard, à Hafnarfjörður dans un autre lieu de répétitions fourni par la ville. Le groupe continue à jouer régulièrement ces concerts ; y compris pour la première fois au festival Iceland Airwaves en août 2005.
Au printemps 2006, Lada Sport réduit considérablement ses concerts pour se concentrer sur l'écriture de chansons. L'une des chansons créées à cette époque était Love Donors. Jón Þór avait écrit Love Donors fortement influencé par le groupe The Flaming Lips, qui deviendra la première chanson publiée pour un album sorti plus d'un an plus tard. Pendant ce temps, Stefnir et Jón Þór avaient consciemment commencé à écrire séparément des chansons pour Lada Sport, puis les avaient arrangées pendant les répétitions.
Lada Sport joue à nouveau à l'automne au Iceland Airwaves et pour Noël, le groupe décide de composer la chanson de Noël A Night in Christmastown. Birgir Örn Árnason, membre du groupe Ókind, est ensuite appelé et la chanson est enregistrée dans son studio à Seltjarnarnes. Pour le reste de l'année, le groupe a continué à écrire des chansons pour la sortie d'un album à venir.

### Time and Time Again
Début 2007, le groupe commence l'enregistrement de son premier album studio. Le directeur d'enregistrement Axel « Flex » Árnason est embauché pour le poste. Les enregistrements commencent en février et durent jusqu'en mai. Ils jouent ensuite lors d'un concert « hors salle » en parallèle au festival South by Southwest à Austin, aux États-Unis. Plus tard au printemps, le groupe rencontre Rúnar Júlíusson, propriétaire du label Geimstein, avec qui ils signent pour la publication de leur album.
L'album Time and Time Again sort le 9 juin 2007 chez Geimstein,. Le premier single radio de l'album The World Is a Place for Kids Going Far atteint la première place des charts de Radio Reykjavík, ainsi que la 2e place sur X pendant plusieurs semaines. À peu près à la même époque, une chanson de l'album est utilisée dans le film Astrópía de Gunnar B. Guðmundsson. Le groupe joue ensuite pour la troisième année consécutive au Iceland Airwaves en automne.
Fin 2007, Lada Sport change de nouveau de lieu de répétitions. Puis au début de 2008, le groupe commence à écrire un autre album. Deux voyages sont effectués au sud de Keflavík au studio d'enregistrement de Geimstein pour enregistrer des démos. Rien n'en ressortira, cependant, et peu de temps après, Jón Þór quitte le groupe, avant que Lada Sport ne cesse temporairement ses activités. Leur dernier concert a lieu au club d'orgue en juin.

### Épilogue
Après la retraite de Lada Sport au printemps 2008, Jón Þór commence à se concentrer sur son groupe Dynamo Fog, et plus tard sur sa propre carrière solo sous le nom de Jón Þór. Haraldur Levi fonde Record Records, qui sortira, entre autres, des albums de Of Monsters and Men. Stefnir forme le groupe Japanese Super Shift and the Future Band, et Friðrik le rejoint plus tard.
Au début de l'été 2009, Jón Þór et Haraldur lancent l'émission de radio Sonic on X. Plus tard cette année-là, les membres relancent l'idée de redonner vie à Lada Sport. Un retour a lieu, mais de courte durée. En mars 2010, le groupe enregistre deux chansons dans le studio d'enregistrement de Harald sous la direction d'Aron Þórs Arnarsson, et en été, le vinyle Love Is Something I Believe In sort. Pour le promouvoir, le groupe joue deux concerts, avant de cesser ses activités.

## Membres

### Derniers membres
- Friðrik Sigurbjörn Friðriksson — basse
- Haraldur Levi Gunnarsson — batterie
- Stefnir Gunnarsson — guitare, voix
- Jón Þór Ólafsson — guitare, voix

### Anciens membres
- Heimir Invité — guitare

## Discographie
- 2004 : Personal Humour
- 2007 : Time and Time Again
- 2010 : Love Is Something I Believe In